# Romeo Surdu
Romeo Constantin Surdu (né le 12 janvier 1984 à Brașov) est un footballeur international roumain. Il évolue actuellement au poste d'attaquant à le Milsami Orhei.

## Carrière

### En club
Romeo Surdu commence sa carrière en 2001 au FC Brașov. Il évolue ensuite au CFR 1907 Cluj puis au Steaua Bucarest. En 2008-2009, il est prêté au FC Brașov. En 2011, il signe au Rapid Bucarest. 
En janvier 2013, Surdu quitte le championnat roumain et s'engage en faveur de l'Apollon Limassol. Au début de la saison 2013-2014, il revient dans le club de ses débuts, le FC Brașov. En juillet 2014, Romeo Surdu signe un contrat avec le club moldave du FC Milsami avec lequel il devient champion à l'issue de la saison 2014-2015.

### Sélection nationale
Romeo Surdu est international roumain depuis 2009 et totalise six sélections.

## Palmarès

### Clubs
- Steaua Bucarest :
  - Vice-champion de Roumanie en 2008
  - Vainqueur de la Coupe de Roumanie en 2011

- Rapid Bucarest :
  - Finaliste de la Coupe de Roumanie en 2012

- Apollon Limassol :
  - Vainqueur de la Coupe de Chypre en 2013

- Milsami Orhei :
  - Champion de Moldavie en 2015
  - Vice-champion de Moldavie en 2017
  - Vainqueur de la Coupe de Moldavie en 2018
  - Finaliste de la Supercoupe de Moldavie en 2015